# スヴェンガーリ
スヴェンガーリ（Svengali）は、ジョージ・デュ・モーリアによる1894年の小説『トリルビー』に登場するユダヤ人の催眠術師。小説は当時の評判となり、今日まで続く口汚い催眠術師のステレオタイプを創り上げた。
単語「スヴェンガーリ」は、悪意を持って他人を意のままに操る人物を意味する。

## 映画
悪魔スヴェンガリ (1931)